# Abel Góngora
Abel Góngora (Barcellona, 30 luglio 1983) è un animatore e regista spagnolo noto per I suoi contributi per lo studio Science Saru di cui è stato tra i primi dipendenti. Góngora ha anche lavorato come regista per episodi promozionali della serie americana OK K.O.! e come regista di T0-B1, un cortometraggio del progetto antologico di Disney+ Star Wars: Visions.

## Filmografia
- Skunk Fu! (2007-2018)
- Wakfu (2008)
- Adventure Time - 1 episodio (2014)
- Ping Pong (2014)
- Crayon Shin-chan - Gachinko! Gyakushu no robo to-chan (2014)
- Eiga Yo-kai Watch: tanjō no himitsu da nyan! (2014)
- Garo (2014-2015)
- Crayon Shin-chan - Ora no hikkoshi monogatari saboten dai shūgeki (2015)
- OK K.O.! (2016-2017)
- Yoru wa mijikashi aruke yo otome (2017)
- Lu e la città delle sirene (2017)
- Devilman Crybaby (2018)
- Ride Your Wave (2019)
- Super Shiro (2019-2020)
- Keep Your Hands Off Eizouken! (2020)
- Star Wars: Visions (2021)
- Scott Pilgrim - La serie (2023)